# Pelecaniformes
I Pelecaniformi (Pelecaniformes Sharpe, 1891) sono un ordine degli uccelli.

## Tassonomia
Il Congresso Ornitologico Internazionale (aprile 2014) assegna all'ordine Pelecaniformes le seguenti famiglie:
- Threskiornithidae (35 specie)[3]
- Ardeidae (72 specie)
- Balaenicipitidae (1 specie)[3][4]
- Scopidae (1 specie)[5]
- Pelecanidae (8 specie)

Le famiglie Threskiornithidae, Ardeidae, Scopidae e Balaenicipitidae erano in passato classificate tra i Ciconiiformes.
Le famiglie Sulidae, Phalacrocoracidae, Anhingidae e Fregatidae, in passato attribuita ai Pelecaniformes, sono state segregate in un ordine a sé stante (Suliformes).
La famiglia dei fetonti (Phaethontidae), tradizionalmente classificata tra i Pelecaniformi, si ritiene sia un ordine separato (Phaethontiformes), con una lontana parentela con i Procellariformi.